# Miednica lejkowata
Miednica lejkowata – typ budowy miednicy zwężonej w wychodzie – wymiar poprzeczny wychodu jest znacznie skrócony, podobnie jak w miednicy typu męskiego.

## Charakterystyka
Miednice lejkowate są wysokie, kość krzyżowa wąska, długa, wzgórek kości krzyżowej umieszczony wysoko i odchylony ku tyłowi, łuk łonowy ostry, a ściany boczne stromo zwężają się ku dołowi, coraz bardziej w kierunku wychodu. W efekcie występuje niewspółmierność między główką płodu a wychodem miednicy matczynej.  
Najczęściej występuje wrodzona miednica lejkowata u kobiet, których miednica jest typu męskiego. Czasami jednak zdarza się jej forma nabyta, np. miednica kifotyczna. Znacznego stopnia lejkowate zniekształcenie miednicy występuje rzadko, częściej spotyka się miernego stopnia zniekształcenia. Przyczyny powstawania takich miednic nie są znane.

## Wpływ na przebieg porodu
W trakcie porodu dochodzi do łatwego dopasowywania się płodu oraz szybkiego przechodzenia przez miednicę. Trudności natomiast rozpoczynają się wówczas, gdy główka dotrze do dna miednicy. Zwykle występuje jedna z trzech nieprawidłowości, np. nie dokonuje się zwrot potylicy do wymiaru prostego i dochodzi do całkowitego zahamowania postępu porodu, może również rozwinąć się ułożenie wierzchołkowe jako jedna z odmian ułożeń odgięciowych, zamiast ułożenia przygięciowego. Dochodzi wtedy do zwiększenia się obwodu płaszczyzny miarodajnej główki płodu, co wydłuża czas porodu i może spowodować jego komplikacje. Wystąpić może niskie poprzeczne ustawienie główki, co w większości przypadków kończy się wykonaniem cięcia cesarskiego.